# Christopher Lawrence
Christopher Lawrence é um DJ e produtor americano, especializado em trance progressivo. Ele lançou 10 CDs mix desde 1997. Sua faixa, "Rush Hour" faz parte da tilha sonora do jogo eletrônico Need for Speed: Underground 2.

## Discografia

### Álbuns
- 2004 - All or Nothing
- 2004 - Un-Hooked: The Hook Sessions

### Singles & EP's
- 1997 - "Interceptor/Geoscape"
- 1997 - "Navigator"
- 1998 - "Shredder"
- 1999 - "Renegade/Wasteland""
- 2000 - "Cruise Control"
- 2000 - "Rush Hour/Ride The Light"
- 2002 - "Mind Eraser"
- 2002 - "Nitro"
- 2002 - "October's Child"
- 2003 - "Warp/Acid People"
- 2004 - "Primer"
- 2005 - "Scorcher" (com Nicholas Bennison)
- 2005 - "Attention" (com John 00 Fleming)
- 2008 - "Gotham"
- 2008 - "Beyond the Limit" (com John 00 Fleming)
- 2009 - "Continuation" (com Nicholas Bennison)
- 2009 - "Lie to Ourselves" (com Dave Aude & Jen Lasher)

### Remixes
- 1998 - Pure Nova - "Awakening"
- 1999 - Electroland - "Cheyenne"
- 2002 - Mile High - "Night Fever"
- 2008 - Enrique Iglesias - "Hero"
- 2009 - U2 - "I'll Go Crazy If I Don't Go Crazy Tonight"

### Coletâneas
- 1999 - Christopher Lawrence Presents:Hook Recordings
- 1999 - Rise
- 1999 - Temptation
- 2000 - Trilogy Part One: Empire
- 2001 - United States of Trance
- 2002 - Christopher Lawrence - Around The World
- 2002 - Christopher Lawrence - Exposure IV
- 2006 - Christopher Lawrence - Subculture 01
- 2006 - Christopher Lawrence - Gatecrasher: Live in Moscow
- 2008 - Unfold 2
- 2008 - Global Trance Grooves Vol. 1: Two Tribes (com John 00 Fleming)